# Faxlore
 (janvier 2021).
Le faxlore est la circulation de textes, prose, poésie, légendes contemporaines ou images par le biais de télécopieurs ou de photocopieurs.

## Terminologie
Le terme faxlore provient d'un néologisme anglophone, lié au terme xeroxlore publicisé en 1974 par l'essai Xerox-lore de Michael J. Preston. Pour des raisons légales liées à l'utilisation du nom de marque Xerox, le terme « photocopylore » est aussi utilisé chez les ethnologues ; on le trouve dans A Dictionary of English Folklore de Jacqueline Simpson et Steve Roud.

## Description
La plupart des récits repro-folkloriques sont anecdotiques. Ils sont souvent composés de dessins et de blagues, et on les reconnaît par la mauvaise qualité graphique qui s'accentue à chaque nouvelle personne qui renvoie la blague au destinataire suivant. Le geste repro-folklorique obligeant à utiliser la technologie détenue par son employeur de manière légèrement abusive, de nombreux exemples de faxlore raillent les lieux de travail, ses règles et ses valeurs. Les thèmes sont ainsi souvent liés au monde de l'entreprise : un ordre du jour falsifié de réunion, une description fallacieuses d'un programme de formation ridicule auquel le personnel est censé participer, et ainsi de suite. Les noms sont parfois remplacés par ceux de quelqu'un de proche, ce qui rend la blague très personnelle, et quelquefois des détails sont modifiés pour donner plus d'actualité.
L'adoption généralisée de la photocopieuse dans les années 1970 joue un rôle car elle rend aisée la duplication des documents en dehors des institutions traditionnelles (imprimeries) mais ce n'est pas la seule explication puisqu'il existait de nombreuses micro-technologies de duplication avant cette époque (miméographie, par exemple). L'arrivée des télécopieurs au début des années 1990, puis du courrier électronique, n'a pas rendu le contenu obsolète; au contraire, il réapparaît sur les nouveaux supports, et circule toujours davantage. Les messages alarmistes sur les virus informatiques retrouvent de l'actualité ; la nature effrayante de la révélation fait qu'il semble important de transmettre, malgré les doutes que l'expéditeur peut avoir .

Blinkenlights, affiche (en faux allemand) liée au folklore des informaticiens anglophones des années 1950.

L'aspect communautaire est très présent dans la circulation du faxlore, ainsi qu'on le voit dans les affiches « Blinkenlights » à humour exclusivement compréhensibles des informaticiens des années 1950.

## Faxloreet légendes contemporaines
Certaines légendes contemporaines ont une place dans le faxlore. L'existence de tatouages imprégnés de LSD en est un exemple connu : depuis 1984, un tract alarmiste, recueilli par Jan Brunvand dans son livre The Choking Doberman, circule abondamment aux États-Unis et dans le reste du monde, pour s'inquiéter de la présence de tatouages pour enfants imbibés de drogue.
Dans les années 1990, la légende des « tueurs aux phares éteints » est colportée par fax interposés. Elle dit que, aux États-unis, des membres de gang circulent à la nuit tombée avec leurs phares éteints et qu'ils repèrent leurs victimes parmi les conducteurs opposés qui leur font des appels de phare ; pour être admis comme membres du gang, ils commettent alors un meurtre. La mauvaise qualité graphique des télécopies fréquemment renvoyées, qui semblent souvent provenir des services de police d'une ville lointaine, ne fait que rendre le canular plus crédible.

## Aspects légaux
Ces textes sont distribués sur le lieu de travail, sans égard généralement envers le droit de la propriété intellectuelle et le droit du travail.

## Exemples
Aux États-Unis, dans les années 1980, des listes de symboles prétendument sataniques circulent dans les écoles et les services de police ; dans les années 1990, ils sont supposés être des « symboles de gang ». Des symboles politiques ou religieux, comme le symbole de la paix, l'étoile de David, le chapelet, l'ankh ou le pentagramme sont mêlés à d'autres symboles cryptiques ou fantaisistes, et la liste circule par télécopie. Des poursuites ont été intentées contre certains personnels scolaires qui ont pris ces sources anonymes au sérieux.

Ancien logo de la marque Procter & Gamble, objet de faxlore.

Un document fallacieux sur le logo de la marque Procter & Gamble vu comme un « symbole satanique » a également circulé dans les années 1980, parfois attribué au concurrent Amway ou ses distributeurs. Le canular était diffusé par fax, par photocopies interposées, par messagerie vocale et par courriel.
Un autre canular a couru par le même biais sur le fait que certains vêtements ou souvenirs liés à des universités ou des équipes sportives étaient des « symboles de gang ».
La légende des décalcomanies au LSD a beaucoup circulé sous la forme de faxlore. 

## Renaissance dufaxlore
L'essor d'Internet, du World Wide Web, du courrier électronique, des messageries instantanées et des sites de réseau social diffusent aujourd'hui plus que jamais les documents qui circulaient auparavant sous forme de faxlore. On voit ainsi, dans les fausses alertes aux virus informatiques, la perpétuation d'une tradition du faux récit exemplaire déjà connue autrefois. Le nom de copypasta (un composé modifié de fonctions informatiques courantes copier et coller) montre l'émergence de cette nouvelle réalité.

## Voir également
- Rumeur
- Canular ou hoax
- Mème
- Copypasta

### Sources académiques
- (en) Brunvand, Jan, The Truth Never Stands in the Way of a Good Story, Presses de l'Université de l'Illinois, 2000 (ISBN 0-252-07004-6)
- (en) Brunvand, Jan, The Choking Doberman, Norton, 1984 (ISBN 0-393-30321-7)
- (en) Brunvand, Jan, Curses! Broiled Again!, Norton, 1989 (ISBN 0-393-02710-4) — nombreux exemples, dont le tract des tatouages au LSD
- (en) Dundes, Alan et Pagter, Carl R., Work Hard and You Shall Be Rewarded : Urban Folklore from the Paperwork Empire, Presses de l'Université de l'État du Wayne, 1992 (ISBN 0-8143-2432-0)
- (en) Dundes, Alan, When You're Up to Your Ass in Alligators. . . More Urban Folklore from the Paperwork Empire, Presses de l'Université de l'État du Wayne, 1997 (ISBN 0-8143-1867-3)
- (en) Dundes, Alan, Never Try to Teach a Pig to Sing : Still More Urban Folklore from the Paperwork Empire, Presses de l'Université de l'État du Wayne, 1991 (ISBN 0-8143-2358-8)
- (en) Dundes, Alan, Sometimes the Dragon Wins : Yet More Urban Folklore from the Paperwork Empire, Presses de l'Université de Syracuse, 1997 (ISBN 0-8156-0371-1)
- (en) Ellis, Bill, Raising the Devil : Satanism, New Religions, and the Media, Presses de l'Université du Kentucky, 2000 (ISBN 0-8131-2170-1)
- Hatch, Mary Jo; Jones, Michael Owen: "Photocopylore at work: aesthetics, collective creativity and the social construction of organizations", in Culture and Organization, vol. 3, no. 2 (July, 1997)
- Michael, Nancy."Censure of a Photocopylore Display."Journal of Folklore Research, vol. 32, no. 2 (May–August 1995).
- Preston, Michael J. "Traditional Humor from the Fax Machine: 'All of a Kind'", in Western Folklore, vol. 53, no. 2 (Apr., 1994)
- Preston, Michael J. "Xeroxlore", in American Folklore: An Encyclopedia, Jan Brunvand (coord.) (Garland, 1996;  (ISBN 0-8153-3350-1))

### Quelques analyses
- (en) Hofstadter, Douglas, Le Ton beau de Marot : Éloge de la musique du langage, 1998, 632 p. (ISBN 978-0-465-08645-0 et 0-465-08645-4) — contient une discussion linguistique du texte Blinkenlights
- Emery, David: Trademark of the Beast, byline 10 juin 1998 — À propos du canular sur le logo de Procter & Gamble
- Bunch, Michael: « Technologie Aided Spread of Terrifying Hoax », San Diego Union-Tribune, 4 octobre 1993 — La légende diffusée par fax et photocopieur d'un rituel d'initiation du gang "Lights Out"

### Judiciaire
- Chalifoux c. District scolaire indépendant de New Caney , 976 F.Supp. 659 (SD Tex. 1997) — Décision de la Commission scolaire d'interdire le port du chapelet comme collier, prétendument « symbole de gang », invalidée par le tribunal.
- Jeglin c. District scolaire unifié de San Jacinto , 827 F.Supp. 1459 (CD Cal. 1993) — Décision de la Commission scolaire d'interdire le port de logos sportifs, prétendument « symboles de gang », partiellement invalidée par le tribunal.
- Roberts, Kesler T., Littrell, Elizabeth L., Weber, Gerald R.: Mémoire de la demanderesse à l'appui de sa requête en jugement en référé dans Tillman c. District scolaire du comté de Gwinnett (ND Ga., Affaire n°1: 04-CV-01180-BBM). 9 avril 2005 — Mémoire déposé au nom de l'Union américaine pour les libertés civiles. — Condamnation de personnels scolaires qui se sont appuyés sur des imprimés et des rumeurs anonymes pour interdire des logos et des vêtements de l'Université de Caroline du Nord, ou un écusson España, prétendument « symboles de gang »